# Jarmo Lindberg
Jarmo Ilmari Lindberg, född 10 juni 1959 i Uleåborg, är en finländsk politiker (Samlingspartiet) och pensionerad general. 
Lindberg var från den 1 augusti 2014 till 2019 kommendör för försvarsmakten. 

## Biografi
Han har tidigare tjänstgjort bland annat som försvarsmaktens logistik- och materielchef, kommendör för flygvapnet samt beredskapschef vid huvudstaben. Jarmo Lindberg avlade generalstabsofficerskursen år 1993. Han befordrades till generallöjtnant år 2011 och till general den 1 augusti 2014.
Lindberg blev Finlands yngsta general 2005. Mellan 2008 och 2012 verkade han som kommendör för flygvapnet. Han har en bakgrund som stridsflygare med erfarenhet av MiG-21 och F-18 Hornet. Utbildningen för att flyga Hornet fick han i USA. Som kommendör för flygvapnet verkade han kraftfullt för internationellt samarbete.
Lindberg blev invald i riksdagen i riksdagsvalet i Finland 2023 med 6 056 röster från Helsingfors valkrets.

## Utmärkelser
- Militärens förtjänstmedalj,  4 juni 1996[6]
- Riddartecknet av I klass av Finlands Vita Ros’ orden,  4 juni 1998[7]
- Frihetskorsets 1. klass,  4 juni 2009[8]
- Krigsinvalidernas förtjänstkors,  27 april 2015[9]
- Finlands Reservofficersförbunds förtjänstmedalj i guld,  4 juni 2016[10]
- Storkorset av Finlands Vita Ros’ orden,  6 december 2016[7]
- Kommendör av 1. klass av Nordstjärneorden,  2018[11]
- Kommendör av Legion of Merit,  2019[12]

[Redigera Wikidata]